# Johann Michael Hallwachs

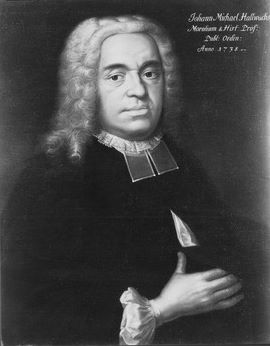
Johann Michael Hallwachs (1738), Gemälde von Wolfgang Dietrich Majer in der Tübinger Professorengalerie

Johann Michael Hallwachs  (* 23. März 1690 in Tübingen; † 27. Dezember 1738 ebenda) war ein deutscher Jurist, evangelischer Theologe, Historiker und Philosoph sowie Professor an der Universität Tübingen.

## Leben
Johann Michael Hallwachs wurde 1706 in Tübingen immatrikuliert, um dort evangelische Theologie zu studieren. Er bestand 1710 die Magisterprüfung und wurde danach Vikar in Holzheim bei Göppingen. 1715–1717 war er Repetent in Tübingen und unternahm zwischendurch eine Studienreise. 1717–1721 war er außerordentlicher Professor für Philosophie in Tübingen. 1721 wurde er zum ordentlichen Professor für Beredsamkeit, Dichtkunst und Geschichte berufen. Seit 1733  war er ordentlicher Professor für Moral und Geschichte. Später wurde er zusätzlich auch Professor der Jurisprudentia Universalis. 1728, 1737/38 war er Rektor der Universität Tübingen. Sein Porträt befindet sich seit seiner zweiten Amtsperiode in der Tübinger Professorengalerie. 1736 war er Bibliothekar (d. h. Bibliotheksleiter) der Universität.

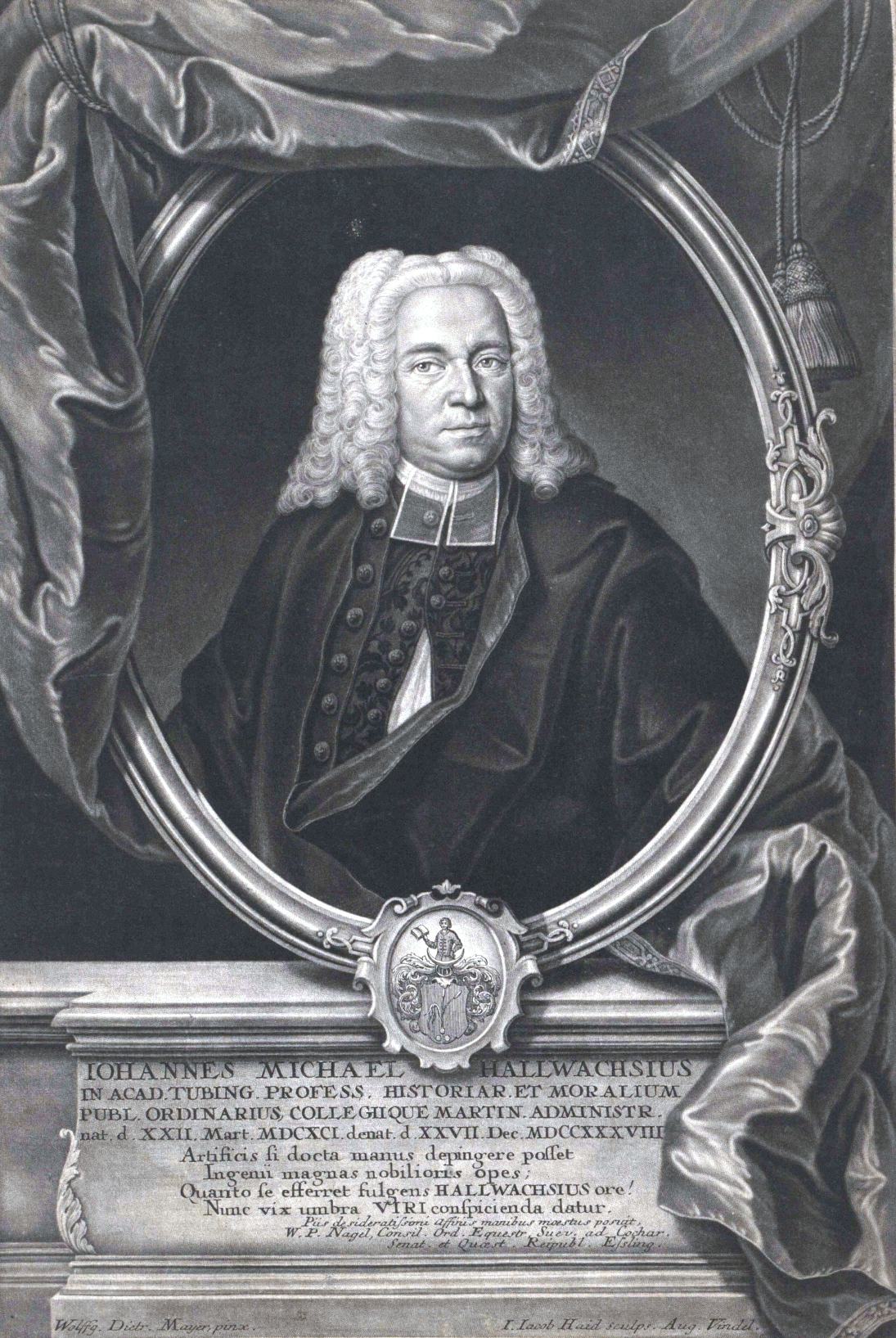
Stich von J. J. Haid nach Wolfgang Dietrich Majer